# میزرتون، سامرست
میزرتون (به انگلیسی: Misterton) یک روستا و محله مدنی در بریتانیا است که در سامرست جنوبی واقع شده‌است. میزرتون ۸۲۶ نفر جمعیت دارد.